# 후타바정 (야마나시현)
후타바정(双葉町)은 야마나시현 중부에 존재하던 마을이다. 후쿠시마현과 지명이 같으나 후쿠시마의 후타바마치이며 야마나시현의 후타바초의 발음이 완전히 다르며 원전사고가 난 후타바군 후타바정과는 상관없는 자치체이다. 고대시대때부터 개척해 왔었고 전국시대에는 다케다 신겐을 비릇해 여러 세력들이 거쳐갔다. 2004년 9월 1일에 나카코마군 류오정·시키시마정과 합병해 가이시가 발족하여 후타바정은 폐지되었다.

## 역사
- 1955년 3월 5일 - 시오사키촌,도미촌이 합병해 성립하였다. 동일에는 정장이 제정되었다.
- 2004년 9월 1일 - 나카코마 군 류오 정, 시키시마 정과 합병해 기이시가 성립하였다. 동일 후타바정은 폐지되었다.

## 교통

### 철도
- 동일본 여객철도 주오 본선

### 도로
- 주오 자동차도
- 주부 횡단 자동차도:후타바JCT